# Opera nazionale maternità e infanzia

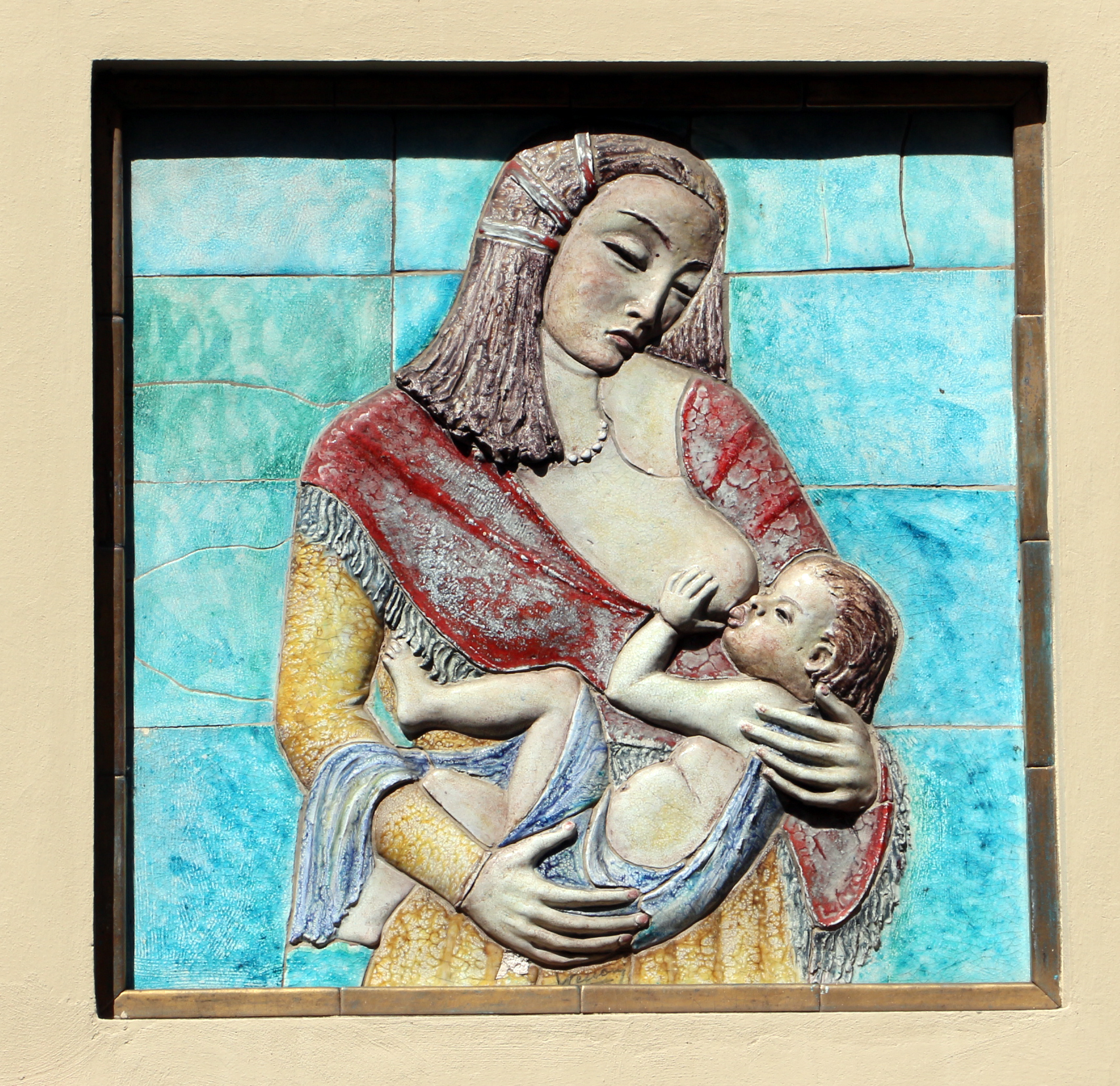
Un rilievo ceramico sull'ex-sede dell'ONMI di Firenze

L'Opera nazionale per la protezione della maternità e dell'infanzia (in sigla ONMI) è stato un ente assistenziale italiano fondato nel 1925 allo scopo di proteggere e tutelare madri e bambini in difficoltà, e sciolta nel 1975.
Attiva anche in campo sanitario, si occupava infatti di profilassi, gravidanza, parto.

## Origini
Modello dell'ONMI è il Belgio, dove dal 1919 è attiva l'Opera di protezione nazionale dell'infanzia, che si occupa della tutela dell'igiene nella prima infanzia.
Nel panorama dei paesi maggiormente industrializzati, l'Italia arriva per ultima alla costituzione di un ente parastatale a tale scopo. Organismi analoghi sono già presenti, oltre che in Belgio, in Norvegia (1915) e Francia (1921), mentre leggi sull'assistenza della maternità e della prima infanzia sono già state promulgate in Gran Bretagna (1918), Stati Uniti (1921), Germania (1922) e Danimarca (1922).

## Istituzione
Tuttavia è in Italia che per la prima volta a un ente pubblico viene affidata sia la gestione dell'assistenza della maternità che dell'infanzia.
L'atto di istituzione dell'ONMI è una legge del 10 dicembre 1925, "Protezione e assistenza della maternità e dell'infanzia" (Legge n. 2277/1925), mediante la quale si costituisce un ente parastatale specificatamente finalizzato all'assistenza sociale della maternità e dell'infanzia. Il 15 aprile 1926, con Regio Decreto n. 718 fu approvato il regolamento per l'esecuzione della Legge.
Con l'avvento del governo Mussolini il 31 ottobre 1922 e l'instaurarsi della dittatura fascista a partire dal gennaio 1925, si dà corpo al progetto della cosiddetta battaglia demografica: una serie di interventi, tra i quali è prevista la costituzione dell'ONMI, tesi a debellare i tassi di mortalità infantile, drammaticamente alti in Italia, e portare di conseguenza a una crescita quantitativa della popolazione, passando dai 40 ai 60 milioni di abitanti.
L'ideologia del "numero come potenza", espressa per voce dello stesso Mussolini durante il discorso dell'Ascensione del 26 maggio 1927, va di pari passo con il moderno interesse per l'eugenetica, oggetto di studio già da fine Ottocento tramite il lavoro di antropologi come Cesare Lombroso.
Successivamente all'istituzione dell'ONMI, nel 1926 venne creata l'Opera nazionale balilla (la quale nel 1937 si fuse con la Gioventù italiana del littorio).
Alla luce di queste premesse viene concepita l'istituzione guida per la "modernizzazione della maternità".

## Struttura
L'Opera è amministrata da un consiglio centrale, con sede a Roma, che dirige e coordina le attività delle istituzioni minori, diffuse in modo capillare sul territorio nazionale.
Il consiglio centrale si esprime attraverso una giunta esecutiva - con compiti più specifici rispetto al consiglio, quali ad esempio la revisione dei preventivi e l'assunzione o il licenziamento del personale. Al consiglio centrale rispondono le federazioni provinciali, le quali a loro volta controllano l'operato dei patronati comunali, alla base dell'organizzazione piramidale dell'Opera.
Le federazioni operano nei capoluoghi, con sede nei locali che la provincia è tenuta a fornire. Anelli di congiunzione tra l'alto e il basso, le federazioni svolgono la duplice funzione di applicare le direttive giunte da Roma e di vigilare sull'operato dei singoli comuni.
Il numero dei membri deputati a ciascuno di questi organismi varia negli anni, ma è inizialmente fissato a 27 per il consiglio, 9 per la giunta e 8 per ogni Federazione, scelti tra i responsabili delle istituzioni pubbliche e private che operavano in precedenza sul territorio e che entrano dal 1925 a far parte dell'ONMI. Le cariche sono quadriennali.
Per quanto riguarda i comuni, la situazione è meno rigida: il numero di membri viene di volta in volta deciso dal consiglio direttivo delle federazioni. Oltre al numero di specialisti ritenuto idoneo (che varia a seconda del numero di persone da assistere e delle problematiche specifiche delle singole zone), ogni comune comprende di diritto nel suo entourage l'ufficiale sanitario, il direttore didattico o un maestro e un sacerdote.
I '"patroni" e le "patronesse" (che compaiono nella titolatura di "patronato comunale") vengono generalmente scelti tra le élite locali: si tratta di personalità di rilievo, spesso segnalate dal sindaco, che abbiano già maturato una qualche esperienza nel campo dell'assistenza a fasce di popolazione in difficoltà.
Al momento del suo affermarsi, l'ONMI si trova a fare i conti con una rete di tradizioni ben radicate in ambito locale: esistono già organismi, prevalentemente privati o religiosi (congregazioni di carità, opere pie), che si occupano di dare sostegno, refezione e alloggio a madri e bambini in situazioni di estrema difficoltà.
La novità rappresentata dall'ONMI è il tentativo di passaggio da forme di beneficenza privata alla formula di assistenza pubblica a carico dello Stato.

## Finalità
Nel novembre del 1925, poco prima della sua istituzione, un disegno di legge stabilisce che l'ONMI debba regolare questioni attinenti all'infanzia, quali: 
(Atti Parlamentari, Senato del Regno, Legisl. XXVII, Documenti, Disegni di legge e Relazioni, doc. N. 79.)

Per quanto riguarda la donna, l'attenzione avrebbe dovuto concentrarsi su: 
(Atti Parlamentari, Senato del Regno, Legisl. XXVII, Documenti, Disegni di legge e Relazioni, doc. N. 79-A.)
Nonostante questa pletora di funzioni, che spaziano da problematiche sociali a questioni propriamente mediche, l'Opera rivendica per sé uno specifico profilo tecnico: il personale ONMI è costituito da specialisti in pediatria (professione ufficializzata nel 1932), ostetricia (nel 1937 il termine ostetrica prende il posto di levatrice), otorinolaringoiatria, dermosifilopatia e, in seguito, neuropsichiatria infantile.
Per creare tale personale, che in principio scarseggia, vengono resi obbligatori corsi di formazione per i laureati in medicina e le levatrici, da tenersi presso istituti che dispongano dell'attrezzatura per esercitazioni pratiche: istituti di ricovero per lattanti, orfanotrofi, cliniche pediatriche e ostetriche.
L'ONMI promuove inoltre l'istituzione, a partire dal 1946, di CMPP (centri medico-psicopedagogici), per seguire ragazzi con gravi anomalie psichiche.
Il programma teorico dell'ente viene esposto sulle pagine della sua rivista ufficiale, Maternità e Infanzia, pubblicata dal novembre 1926 fino alla soppressione dell'ente. Tale bollettino mensile, diretto dal medico legale Attilio Lo Monaco-Aprile, si propone di diffondere una maggiore consapevolezza igienico-sanitaria tra la popolazione, e di rendere pubblico l'operato dell'ente.
In breve, gli scopi principali dell'ente, più volte ribaditi sulle pagine di Maternità e Infanzia, sono:
- la protezione igienica della maternità, tramite la diffusione di norme igieniche scarsamente diffuse, e soprattutto tramite la medicalizzazione del parto, che si afferma negli anni 1930;
- la difesa morale e materiale di bambini e ragazzi fino alla maggiore età;
- l'educazione alla maternità.

### Le categorie degli assistibili
Gli assistiti devono rispondere a precisi requisiti di reddito e di situazione familiare.
L'ONMI interviene laddove non sia presente una normale struttura familiare a tutela della madre e del bambino, ossia laddove la figura del marito-padre sia vacante o ritenuta inadatta.
Le donne che generalmente si rivolgono all'Opera sono:
- gestanti, madri nubili o vedove;
- gestanti e madri sposate, il cui marito non sia in grado di sostenere economicamente le spese connesse all'allevamento.

Ricevono quindi assistenza:
- i bambini fino a 5 anni di età, provenienti da famiglie povere;
- i bambini esposti all'abbandono: figli illegittimi (i cosiddetti figli di ignoto), frequentemente abbandonati alla pubblica carità tramite la Ruota degli Esposti, pratica abolita nel 1923 dal governo Mussolini.

In molti casi, l'assistenza si prolunga ben oltre il quinto anno d'età: fino a 21 anni in caso di genitori irreperibili, di orfani di guerra, di ragazzi dimessi da istituti o ritenuti anormali, maltrattati dalla famiglia o le cui famiglie venissero ritenute impreparate secondo i moderni principi di igiene, sanità e alimentazione.

## Edilizia

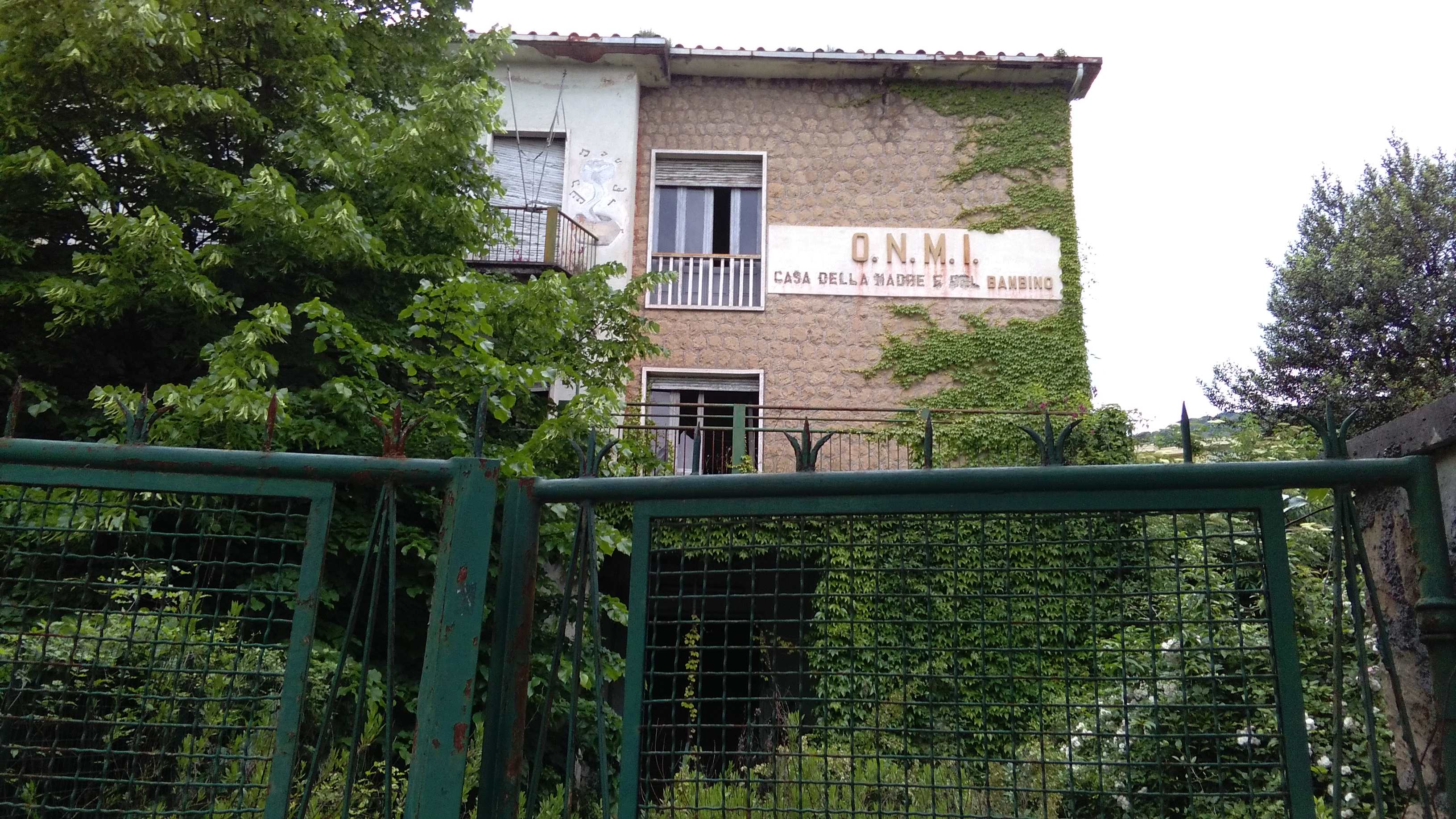
Ex sede ONMI a Cassino.

In principio l'ente non soltanto non dispone di personale specializzato, ma mancano anche strutture sanitarie e assistenziali specifiche.
Nei primi anni di vita dell'Opera, le attività vengono svolte in ospedali, cliniche pediatriche o istituti di ricovero per lattanti.
Tuttavia, dal 1932 l'allora direttore ONMI Sileno Fabbri dà avvio alla costruzione di Case della Madre e del Bambino, strutture dedicate a interventi terapeutici e sanitari in favore della maternità e dell'infanzia.

### Edilizia materna
Il programma dell'ONMI prevede che in ogni comune sorgano un ambulatorio o consultorio materno e un ambulatorio ostetrico, in cui recarsi regolarmente per visite e controlli.
Ogni ambulatorio ostetrico deve essere dotato di una sala di osservazione, di almeno un dormitorio, di una sala parto e di una sala operatoria.
Tali strutture devono collegarsi ad un asilo materno, tenuto a dare accoglienza a qualsiasi gestante in difficoltà, indipendentemente dal reddito; laddove sia possibile, viene in seguito richiesto un contributo per il rimborso spese.
Esiste inoltre una mutualità materna, in cui si afferma la figura nuova della visitatrice: visitatrici volontarie, ma anche visitatrici retribuite dall'Opera, parte del personale paramedico. Le visitatrici si occupano di dare assistenza domiciliare alle gestanti e alle madri impossibilitate a recarsi in ambulatorio. Si tratta di ispezioni volte prevalentemente a verificare che le norme igienico-sanitarie impartite vengano rispettate.
Nei casi (frequenti in epoca di crisi economica) in cui uno stato di grave malnutrizione della madre rendesse impossibile l'allattamento, le visitatrici potevano indirizzare le madri in un refettorio materno, in cui venivano distribuiti pasti caldi.
Poiché ideologicamente l'ONMI rifiuta la separazione della madre dal bambino, e vista la grande enfasi che il fascismo stesso pone sull'allevamento diretto dei figli e sull'importanza dell'allattamento al seno, si cerca di dotare tutte le industrie di una camera di allattamento.
L'insieme di asilo, mutualità e ambulatori ostetrici doveva così costituire in ogni provincia il Centro di assistenza materna, posto sotto il controllo della Federazione provinciale.
Nel 1940 l'Opera dispone inoltre 59 cattedre ambulanti di puericultura, incaricate di visitare settimanalmente venti città. Tramite tali cattedre si intende diffondere i principi-guida dell'Opera, quali ad esempio la profilassi antitubercolare, una corretta nutrizione, l'igiene della maternità, ma soprattutto la propaganda di nuovi metodi per la cura prenatale e post-partum.

### Edilizia infantile

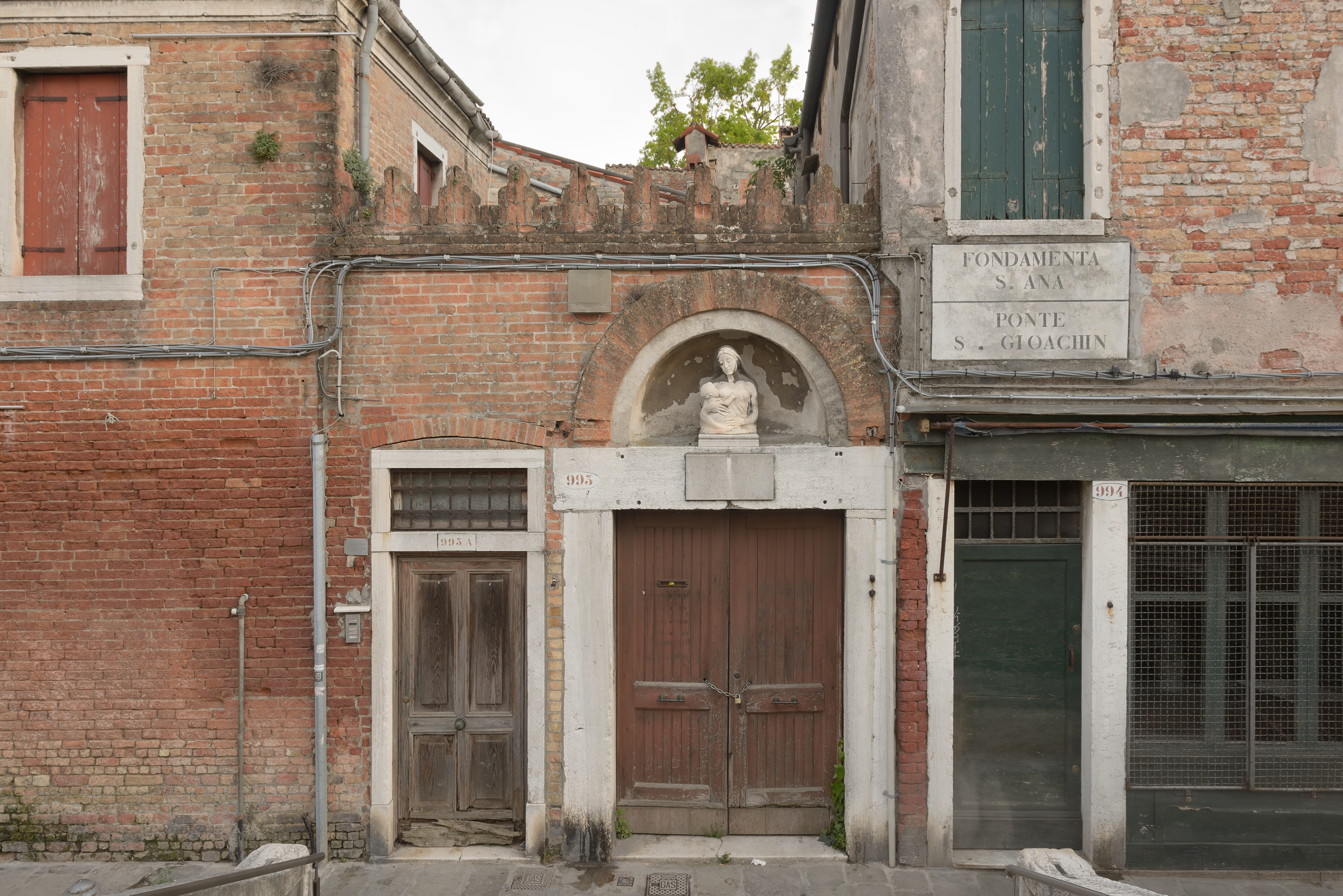
Sede dell'ONMI a Venezia

Ad integrare i servizi di assistenza materna, si promuove l'istituzione di asili nido per bambini fino al terzo anno d'età, in prossimità delle fabbriche dove lavorano le madri, o laddove sia possibile all'interno delle fabbriche stesse, insieme alla camera di allattamento.
Novità dell'ONMI è la creazione di consultori pediatrici dotati di strumentazioni specifiche, quali dispensari di latte, bilance, incubatrici, culle termostatiche.
Obiettivo-chiave dell'ente è di costituire strutture volte a combattere la tubercolosi infantile; a tale scopo vengono istituiti i CPA (Consorzi provinciali antitubercolari) e rese obbligatorie colonie estive di profilassi per i bambini considerati particolarmente predisposti: colonie marine e montane, stazioni elioterapiche, asili profilattici veri e propri.
Gli antibiotici, scoperti intorno alla metà degli anni trenta, rendono possibile la sconfitta - o quantomeno un maggiore controllo - di malattie fino a quel momento mortali, quali la polmonite, l'angina e la meningite.
Della refezione dei bambini più poveri, a cui la scuola è tenuta a provvedere anche nei mesi estivi, si occupano non soltanto l'ONMI, ma anche e soprattutto l'ONB (Opera nazionale balilla) e l'EOA (Ente opere assistenziali) del regime fascista.
Inoltre l'ONMI dispone che, tramite i comuni, vengano distribuiti prodotti ed alimenti specializzati, (estremamente costosi per l'epoca) che vadano ad integrare i pasti dei neonati e dei bambini.

## La riforma fascista del 1933
Tra 1933 e 1934 avviene la prima vera e propria riorganizzazione dell'ONMI da parte del regime fascista.
Entrano ufficialmente nei ranghi dell'Opera esponenti del PNF, provenienti dalla Delegazione generale di sanità dei fasci, e molte delle iscritte alla Federazione dei fasci femminili: il partito ritiene infatti idonea una presenza femminile significativa all'interno di un ente che, come l'ONMI, di questioni femminili si occupa in prima persona.
La politica accentratrice del fascismo si manifesta subito nel trasferimento dei poteri, in precedenza distribuiti tra province e comuni, a delegati o commissari straordinari: per accedere a tale carica, sono necessarie competenze tecniche e la professione di fede fascista.
Il consiglio e la giunta vengono drasticamente ridotti in numero di membri: a 13 il consiglio, a 3 la giunta.
Nell'ambito del progetto di "purificazione della razza" intrapreso dal regime, l'ONMI vede ristretta la propria autonomia. Il Ministero dell'Interno limita non soltanto l'autonomia decisionale e amministrativa dell'Opera, ma anche di tutte le amministrazioni parallele nel campo dell'assistenza.
Sotto la dittatura fascista, si passa da una eugenetica qualitativa (favorevole al controllo delle nascite, all'aborto, alla sterilizzazione) a una eugenetica quantitativa di stampo pronatalista: nel 1926 viene messo fuori legge l'aborto, considerato crimine contro lo Stato, e viene vietata qualsiasi propaganda in favore di metodi anticoncezionali.
Nel 1933 viene istituita la Giornata della Madre e del Fanciullo, fissata significativamente al 24 dicembre: la figura della buona madre fascista viene così fissata ideologicamente alla castità della Madonna, e al sacrificio supremo del figlio maschio.
Il PNF dispone inoltre che, qualora il padre non sia già sposato, vengano uniti in matrimonio i genitori del bambino. L'ONMI viene impiegata per incoraggiare e rafforzare non soltanto le unioni legittime, ma anche il valore della famiglia come nucleo in cui l'uomo ricopra il ruolo di guida e protettore.
L'ultimo intervento di riforma fu con il Regio decreto-legge 5 settembre 1938, n. 2008.

## La professionalizzazione della maternità
Negli anni trenta si raggiungono buoni risultati dal punto di vista della medicalizzazione del parto.
Si ha la professionalizzazione del mestiere di ostetrica, con la costituzione dell'Unione fascista delle levatrici (dal 1937 "ostetriche"): un'organizzazione che difende gli interessi della categoria e che prevede un albo, per accedere al quale sono ora necessari concorsi pubblici.
Il principale fattore di mortalità, sia materna che infantile, fino agli anni trenta era infatti costituito dall'alta frequenza di traumi ostetrici, dovuti all'impreparazione e alla scarsa strumentazione delle donne che assistevano le partorienti tra le mura domestiche, spesso senza richiedere alcuna assistenza medica.
Per quanto riguarda le partorienti, tra 1922 e 1935 si registrano 280 morti su 100.000 parti. Si è calcolato che il 93% delle nascite, alla metà degli anni trenta, avvenisse in casa, e che 901 partorienti su 1000 venissero aiutate dalla sola levatrice.
Le principali cause del decesso sono distocia, gravidanza extrauterina ed eclampsia puerperale. Tali dati sono il risultato di una scarsa preparazione medica e delle generali condizioni di miseria di gran parte della popolazione; morti per setticemia e infezioni puerperali, che in molti casi si sarebbero potute evitare tramite un ricovero ospedaliero, colpiscono il 33,1 % delle operaie, contro il 29 % delle benestanti.

### ONMI e mortalità infantile
Le cause principali di morte tra i figli illegittimi sono sifilide, enteriti e broncopolmoniti, laddove i bambini con una normale struttura familiare alle spalle risultano generalmente molto più protetti da tali rischi.
In un periodo di forte industrializzazione come il primo Novecento, la mortalità infantile ruota attorno al nesso, ormai evidente (ma già studiato in epoca giolittiana) tra professione industriale, salute della madre e sopravvivenza del nascituro.
Mancando nei primi decenni del Novecento servizi assistenziali per le madri lavoratrici, i figli vengono abbandonati o, nella migliore delle ipotesi, non ricevono le cure necessarie né il latte materno.
A tali difficoltà l'ONMI cerca di ovviare tramite l'istituzione degli asili nido e delle camere di allattamento nelle fabbriche; l'ente non può tuttavia risolvere con le sue sole forze i gravi problemi di sovraffollamento nelle città, né debellare la mancanza di igiene nei locali a cui il neonato viene esposto sin dai primi giorni di vita.

## Il problema dei fondi
Il problema fondamentale, che percorre tutta la storia dell'ente, è la limitatezza dei fondi a disposizione. Il Ministero dell'Interno stanzia in origine un contributo di 8 milioni di lire all'anno; tuttavia è stato calcolato che, per dare copertura a tutte le attività ONMI (profilassi antitubercolare, propaganda igienico-educativa, corsi di formazione per il personale, spese di amministrazione), fossero necessari 67 milioni di lire.
Oltre ai fondi statali, l'ONMI ha a disposizione dei fondi locali, quali il contributo dei soci benemeriti (di cui fa parte lo stesso Mussolini), lasciti e donazioni. Un aiuto fondamentale è dato dal lavoro di volontari, per tutta la durata della storia dell'ente; tuttavia tali risorse non saranno mai del tutto sufficienti.

## L'ONMI durante la guerra
Nella situazione di emergenza provocata dalla guerra, l'Opera è costretta a rinunciare alla sua vocazione di ente specializzato, per passare a fornire aiuti concreti a una popolazione stremata dalla fame e dalla miseria.
I consultori pediatrici e materni ONMI diventano luoghi di distribuzione di alimenti, medicinali, pacchi ostetrici, culle termostatiche per l'allevamento degli immaturi (le difficili condizioni psichiche delle gestanti durante la guerra hanno come conseguenza molti parti prematuri), corredi per neonati, vestiti di lana, latte in polvere e altri beni di prima necessità.
Vengono forniti servizi sanitari di base a tutta la popolazione, senza distinzione in fasce per reddito, e in moltissimi usufruiscono dei pasti gratuiti nei refettori dell'ente. L'ONMI si occupa inoltre di dare un sostegno agli sfollati.
Dolo lo sbarco in Sicilia del luglio 1943, le truppe alleate degli Stati Uniti esportano in Italia la penicillina, che tuttavia rimane per quegli anni un prodotto estremamente costoso e difficilmente reperibile: gran parte della popolazione non dispone ancora di una copertura farmaceutica, né è ancora effettiva una distribuzione diretta dei farmaci.
Durante l'esperienza della Repubblica di Salò (novembre 1943- aprile 1945) la sede centrale dell'ONMI viene spostata da Roma a Pedrengo (in provincia di Bergamo).
Il Regno del Sud, con la liberazione di Roma nel giugno 1944, vi riapre la sede, che gestiva le case di maternita e infanzia dei territori liberati. Con la caduta del fascismo, decadono le cariche ricoperte nel ventennio precedente dagli esponenti del PNF.
Per far fronte all'emergenza, fino al 1947 le truppe degli Alleati e l'UNRRA (sciolta lo stesso 1947) forniscono aiuti all'ONMI, per un totale di 2 miliardi di lire.

## Nella Repubblica
Terminato il conflitto l'ente non viene sciolto, ma anzi riorganizzato per poter far fronte alla situazione di emergenza del dopoguerra. Permangono infatti, aggravati dalla guerra, i motivi strutturali che avevano portato nel 1925 alla creazione dell'Opera.
Nel luglio 1945 viene istituito l'Alto Commimssariato per l'igiene e la sanità pubblica (ACIS), cui furono demandati i poteri di vigilanza e tutela sull'ONMI , e a cui i medici dell'Opera sono tenuti a inviare relazioni semestrali sulle attività svolte. Fu soppresso nel 1958 con la creazione del Ministero della sanità.
L'OMNI continuò a essere guidato da commissari straordinari. Tra gli anni 1950 e gli anni 1960 si sviluppano in Italia molti consultori Onmi: materni, pediatrici, dermoceltici. Si avverte però la necessità di una riforma generale della Sanità pubblica che interessi non soltanto l'assistenza materno-infantile dell'Opera, ma l'intero Servizio sanitario nazionale (SSN).
Progressivamente, le donne preferiscono rivolgersi a ospedali ed a enti sanitari mutualistici, piuttosto che ai consultori ONMI. La tendenza generale di questi anni è pertanto un incremento significativo del numero di consultori pediatrici, ed una parallela diminuzione di quelli materni.
La legge 1º dicembre 1966, n. 1081 dettò nuove norme per l'ordinamento dell'ONMI a livello nazionale, con il presidente che veniva nominato con decreto del Presidente della Repubblica, su proposta del Ministro per la sanità.
A livello locale si stabiliva che la Federazione provinciale fosse sostituita da un Comitato provinciale, composto da membri del Consiglio provinciale, da esperti da esso designati e da rappresentanti di professioni e istituzioni mediche e assistenziali.

### Crisi e liquidazione
Con gli ospedali divenuti pubblici nel 1968, e l'applicazione dell'ordinamento regionale, con la legge del 1970, previste dalla Costituzione si stabilisce che molte competenze fino ad allora statali, vengano trasferite alle regioni: dall'assistenza sanitaria di base all'assistenza sociale. Inizia il decentramento delle funzioni assistenziali, a province, comuni, ed altri ECA (Enti comunali di assistenza.) Ciò rende difficile un possibile coordinamento con l'Opera, che - oltre a vedersi svuotata di molte funzioni - ha difficoltà a trovare i mezzi per rinnovare le proprie strutture. Nel 1974 inoltre vengono sciolti gli enti mutualistici e trasferita l'assistenza ospedaliera alle regioni.
Nel 1975 viene quindi applicata la legge di riassetto del parastato, circa la soppressione dei cosiddetti enti inutili. La sovrapposizione di competenze tra ONMI e regioni viene sciolta in favore delle seconde: è alle regioni che spetta, da ora in avanti, l'assistenza sanitaria e il coordinamento delle attività dei nuovi consultori familiari in via di sviluppo.
L'ente viene ufficialmente soppresso il 31 dicembre 1975, con la legge n.698/75 "Scioglimento e trasferimento delle funzioni dell'Opera nazionale per la protezione della maternità e dell'infanzia", con la quale vengono materialmente trasferiti alle regioni le funzioni dell'Onmi e "i poteri di vigilanza e di controllo su tutte le istituzioni pubbliche e private per l'assistenza e protezione della maternità e dell'infanzia".
La riforma del sistema sanitario si completerà nella creazione nel 1978 delle Unità sanitarie locali (USL, oggi ASL).

## Medaglia di benemerenza dell'ONMI
Medaglia di benemerenza
Classi d'oro, d'argento, di bronzo.
 Diploma di benemerenza
Gradi I e II.
«L'Opera nazionale assegna diplomi e medaglie di benemerenza ai soci che se ne rendano particolarmente meritevoli e a coloro che abbiano procurato l'iscrizione di un numero rilevante di soci, o che, in altro modo, abbiano svolto una notevole e proficua attività per i fini dell'Opera»
(legge 10 dicembre 1925, n. 2277, art. 3, c. 7, Protezione e assistenza della maternità e dell'infanzia, in G.U. del Regno n. 4 del 7 gennaio 1926, in vigore dall'8 maggio [abrogato con decreto legislativo 13 dicembre 2010, n. 212, art. 1, c. 1]; modificato dalla legge 13 aprile 1933, n. 298, art. 3, c. 9, Modificazioni di aggiornamento e perfezionamento alla legge sull'Opera nazionale per la protezione della maternità e dell'infanzia, in G.U. del Regno n. 97 del 26 aprile 1933, in vigore dall'11 maggio; abrogato dal decreto-legge 22 dicembre 2008, n. 200, art. 2, c. 1).
«Le medaglie di benemerenza [...], sono, secondo il grado di merito, d'oro, di argento o di bronzo [...] (art. 76). I diplomi di benemerenza [...], sono di due gradi e vengono concessi dalla Giunta esecutiva alle persone e agli enti che, pur non essendo ritenuti meritevoli di una medaglia, siano tuttavia riconosciuti benemeriti [...] (art. 77)»
Artt. 76 e 77 del Regolamento per l'esecuzione della legge 10 dicembre 1925, n. 2277, per la protezione e l'assistenza della maternità e dell'infanzia
(regio decreto 15 aprile 1926, n. 718, Approvazione del regolamento per l'esecuzione della legge 10 dicembre 1925, n. 2277, sulla protezione e l'assistenza della maternità e dell'infanzia, in G.U. del Regno n. 104 del 5 maggio 1926, in vigore dal 20 maggio).